# Tornareccio
Tornareccio ist eine italienische Gemeinde (comune) mit 1644 Einwohnern (Stand 31. Dezember 2023) in der Provinz Chieti in den Abruzzen. Die Gemeinde liegt etwa 39,5 Kilometer südsüdöstlich von Chieti und gehört zur Comunità montana Valsangro.

## Geschichte
Erstmals urkundlich erwähnt wurde der Ort im Jahr 829.